# Bryan (Texas)
Bryan ist die Bezirkshauptstadt und Sitz der Countyverwaltung (County Seat) des Brazos County im US-Bundesstaat Texas in den Vereinigten Staaten. Das U.S. Census Bureau hat bei der Volkszählung 2020 eine Einwohnerzahl von 83.980 ermittelt. Das Stadtmotto lautet: The Good Life, Texas Style.

## Geographie
Bryan liegt nahe dem geografischen Zentrum des Countys, etwa 150 Kilometer nordnordwestlich von Houston, 270 Kilometer nordöstlich von San Antonio und nahezu die gleiche Entfernung südlich von Dallas. Die Stadt hat eine Gesamtfläche von 112,3 km², davon 0,2 km² Wasserfläche.

## Verkehr
Der Ort hat Anbindung an die Texas Route 6, die 21 und den U.S. Highway 190, an die Landstraßen (farm roads) 158, 1179, 1687 und 1688, die Missouri Pacific Railroad und die Southern Pacific Railroad.

## Geschichte
Die Besiedlung des heutigen Stadtgebiets begann um 1820 durch Mitglieder der Kolonie um Stephen F. Austin. 1859, als die Houston and Texas Central Railroad ihre Schienen durch diese Gegend verlegte, trieb Austins Neffe William Joel Bryan die Besiedlung weiter voran. Nach ihm wurde auch der Ort benannt, der 1872 als Stadt aufgenommen wurde. 1866 öffnete das erste Postbüro. 1876 nahm das Texas A&M College seine Tätigkeit auf und ein Jahr später wurde der Bryan Independent School District gebildet.
1884 war die Einwohnerzahl auf 3000 gestiegen und 1889 begann man mit der Elektrifizierung und dem Aufbau der städtischen Wasserversorgung. Im Jahr 1900 bekam Bryan Anschluss an eine zweite Eisenbahngesellschaft, der International-Great Northern Railroad und die Einwohnerzahl war auf 3589 gestiegen. 1902 wurde die öffentliche Bibliothek Carnegie Library eröffnet. Sie wurde durch eine Stiftung in Höhe von 10.000 $ von Andrew Carnegie, einem schottischen Industriellen, Stahlmagnaten und Philanthrop gegründet. In den nächsten Jahren stieg die Zahl der Einwohner auf 4132 (im Jahr 1910), 6307 (im Jahr 1920), 7814 (im Jahr 1930) und 11.842 (im Jahr 1940) weiter an.

## Demographie
Nach der Volkszählung im Jahr 2000 lebten hier 65.660 Menschen in 23.759 Haushalten und 14.873 Familien. Die Bevölkerungsdichte betrug 584,9 Einwohner pro km². Ethnisch betrachtet setzte sich die Bevölkerung zusammen aus 64,65 % weißer Bevölkerung, 17,72 % Afroamerikanern, 0,40 % amerikanischen Ureinwohnern, 1,65 % Asiaten, 0,08 % Bewohnern aus dem pazifischen Inselraum und 13,32 % aus anderen ethnischen Gruppen. Etwa 2,17 % waren gemischter Abstammung und 27,83 % der Bevölkerung waren spanischer oder lateinamerikanischer Abstammung.
Von den 23.759 Haushalten hatten 32,3 % Kinder unter 18 Jahre, die im Haushalt lebten. 44,2 % davon waren verheiratete, zusammenlebende Paare. 14,0 % waren allein erziehende Mütter und 37,4 % waren keine Familien. 26,1 % aller Haushalte waren Singlehaushalte und in 7,7 % lebten Menschen, die 65 Jahre oder älter waren. Die Durchschnittshaushaltsgröße betrug 2,65 und die durchschnittliche Größe einer Familie belief sich auf 3,27 Personen.
27,0 % der Bevölkerung waren unter 18 Jahre alt, 18,1 % von 18 bis 24, 29,8 % von 25 bis 44, 15,8 % von 45 bis 64, und 9,3 % die 65 Jahre oder älter waren. Das Durchschnittsalter war 28 Jahre. Auf 100 weibliche Personen aller Altersgruppen kamen 99,2 männliche Personen. Auf 100 Frauen im Alter von 18 Jahren und darüber kamen 95,7 Männer.

Das jährliche Durchschnittseinkommen eines Haushalts betrug 31.672 USD, das Durchschnittseinkommen einer Familie 41.433 USD. Männer hatten ein Durchschnittseinkommen von 29.780 USD gegenüber den Frauen mit 22.428 USD. Das Prokopfeinkommen betrug 15.770 USD. 22,3 % der Bevölkerung und 15,5 % der Familien lebten unterhalb der Armutsgrenze. Davon waren 27,0 % Kinder und Jugendliche unter 18 Jahren und 11,7 % waren 65 oder älter.

## Söhne und Töchter der Stadt
- Robert Byron Bird (1924–2020), Chemieingenieur und Professor an der University of Wisconsin-Madison
- Christopher Sharpless (* 1945), Bobfahrer von den Amerikanischen Jungferninseln
- Jack Kingston (* 1955), Politiker und Abgeordneter im Repräsentantenhaus
- David Konderla (* 1960), römisch-katholischer Geistlicher, Bischof von Tulsa
- Cat Rambo (* 1963), Science-Fiction- und Fantasy-Schriftstellerin
- Pat Mahomes (* 1970), Baseballspieler
- Jocelyn McCauley (* 1988), Triathletin
- Raini Rodriguez (* 1993), Schauspielerin
- Annie Wang (* 2002), Schachspielerin